# Doștat (gmina)
Doștat – gmina w Rumunii, w okręgu Alba. Obejmuje miejscowości Boz, Dealu Doștatului i Doștat. W 2011 roku liczyła 956 mieszkańców.

## Demografia
Skład etniczny według spisu z 2011 roku:
- Rumuni – 901 (94,25 %)
- Romowie – 23 (2,41 %)
- nieokreślona przynależność – 30 (3,14 %)